# Андрю Берти
Негово Високопреосвещенство Височество фра Андрю Уилоби Нинан Берти (на английски: Andrew Willoughby Ninian Bertie) е 78-ият княз и велик магистър на Суверенния Малтийски орден.
Той е англичанин. Роден е в Лондон, в семейство на аристократи. Избран е за велик магистър на 15 април 1988 г. .